# Flashback (フラッシュアニメーション)
Flashbackはダニー・ゴメス製作のフラッシュアニメーション。インターネット上で広く流行し、特にサイケデリックトランスとゴアトランスのコミュニティーで人気。コミュニティー外ではこのジャンルの音楽を紹介する糸口となった。
このアニメーションには幻覚症状の患者（ゴメス）と彼の精神科医（アルバート・ホフマンの肖像画）が登場する。医者はシャーマン治療的な新しい実験的な療法を行い、患者は催眠状態に向かう。残りの部分はサイケデリックな音楽と極彩色の抽象画（ダニー・ゴメス作の'Discover'）で占められる。
FlashbackはシュポングルのAre You Shpongled?収録の楽曲"Divine Moments of Truth"を無断使用して作られた。シュポングルが公認する以前も、このフラッシュの流通が止められる動きは見られず、このアニメーションは同曲の非公式PVとなった。